# 東門區
東門區，原稱為東區，為民國三十四年（1945年）的舊省轄市嘉義市行政區之一。「東門」二字乃源自於區內的東門圓環，為舊嘉義縣城東門所在地而得名。民國三十五年（1946年）與東山區合併為新東區。